# Kroatiska folkdräkter

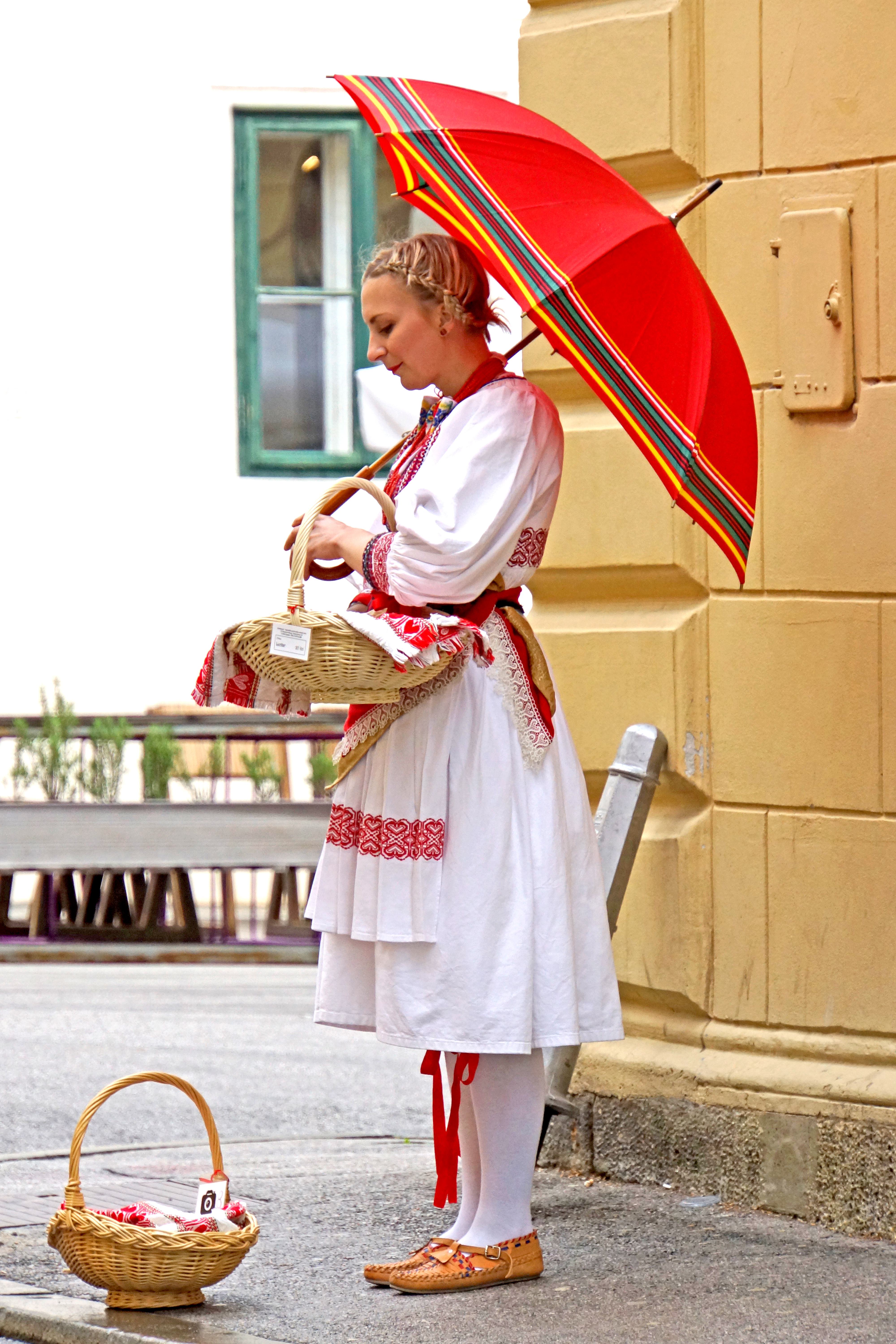
Kvinna iklädd traditionell folkdräkt från Zagrebområdet. I handen håller hon ett šestine-paraply. Som fotbeklädnad bär hon opanken.

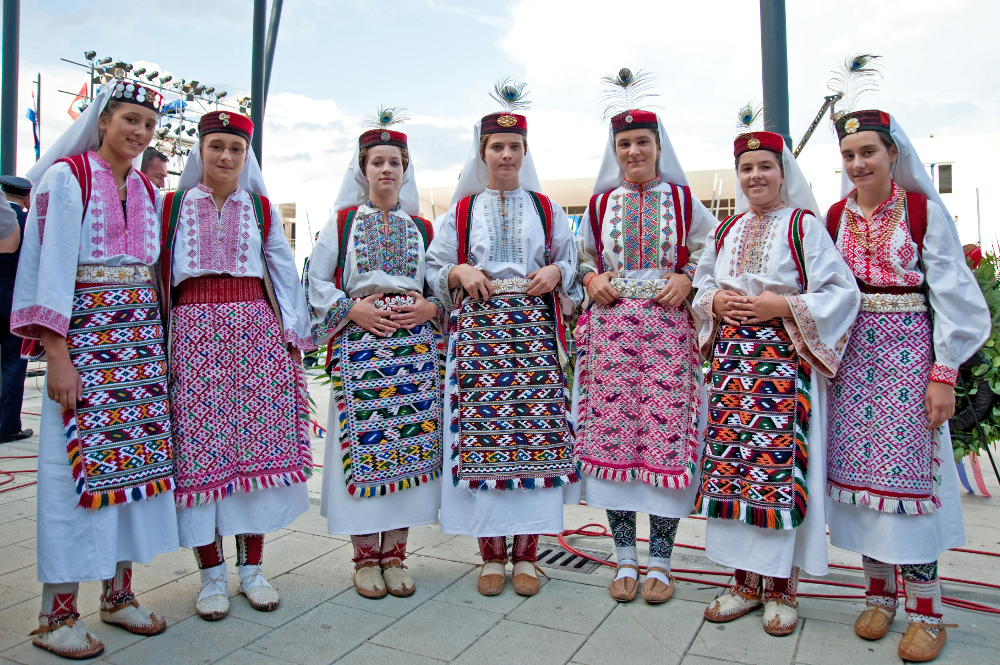
Kvinnor iklädda traditionell folkdräkt från Vrlika i det dalmatiska inlandet.

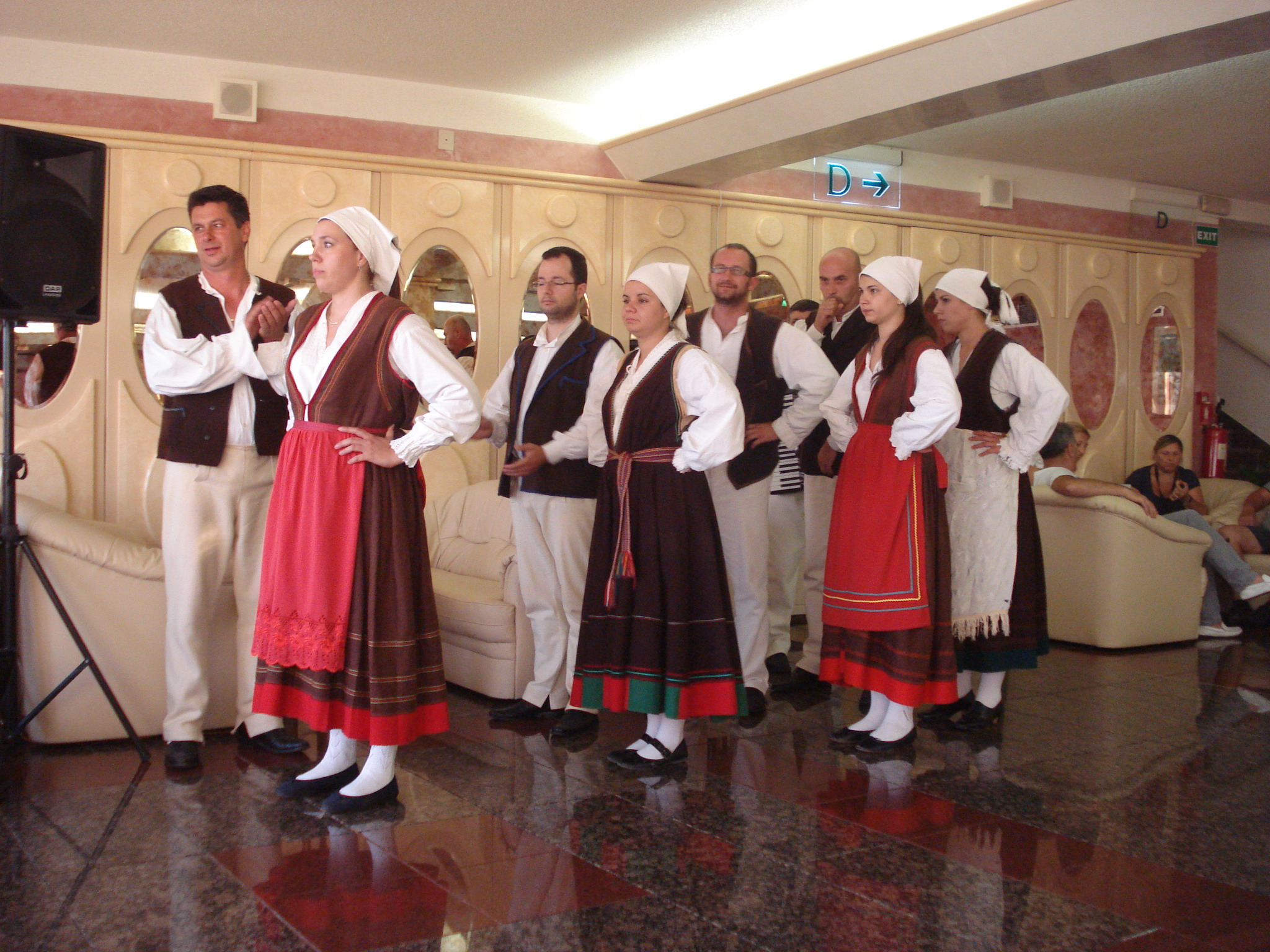
Folkdanslag iklädda folkdräkter från Istrien.

Kroatiska folkdräkter (kroatiska: Hrvatske narodne nošnje) avser de folkdräkter som historiskt burits av den kroatiska allmogen i Kroatien och av kroatiska minoriteter bosatta utanför Kroatien. Sedan den industriella revolutionen bärs folkdräkterna främst vid speciella tillfällen såsom kultur-, musik- och dansfestivaler, nationella eller religiösa tillställningar och högtidsdagar, bröllop eller turistiska sammanhang. De kroatiska folkdräkternas utseende uppvisar stor mångfald och är en del av landets kulturarv. 

## Utformning
Det finns en stor regional variation och folkdräkternas utförande varierar i stil, material, färg och form mellan olika regioner och områden. Olika delar av Kroatien har historiskt styrts av främmande makter och de regionala folkdräkterna bär av denna anledning influenser från Österrike, Ungern och Italien. Folkdräkter från Lika och det dalmatiska inlandet påvisar även influenser från den osmanska (turkiska) kulturen.  

### Kvinnliga folkdräkter
Kvinnornas folkdräkter består vanligtvis av en enkel vit klänning, blus eller underkjol. Till denna grundläggande folkdräkt tillsätts sedan andra klädesplagg och dekorationer, till exempel mantlar, förkläden, halsdukar, sjaletter eller sjalar. Dessa är vanligtvis dekorerade med blom- eller djurmotiv. De invecklade broderierna går ofta i rött, vitt, blått, guld eller svart. I den kvinnliga utstyrsel ingår även traditionella smycken bestående av halsband, örhängen, armband och ringar av guld eller silver, pärlor eller i mer sällsynta fall korall från Adriatiska havet. Som huvudbonad används ibland huvudduk eller mössa och utstyrseln kompletteras med knästrumpor och opanken som fotbeklädnad. Mängden plagg och dekorationer i de kvinnliga folkdräkterna varierar mellan olika regioner.   

### Manliga folkdräkter
Männens folkdräkter består vanligtvis av en vid och löst åtsittande byxa och skjorta. De är vanligtvis svarta eller vita och ibland bådadera. Vid kustområdena är männens plagg vanligtvis blå eller bruna. I utstyrseln ingår vanligtvis en väst och inte sällan bär männen en huvudbonad i form av en mössa vars utformning och design varierar beroende på region. Männen bär ofta stövlar eller som kvinnorna traditionella opanken. Som en anpassning till lokala väderförhållanden ingår ibland yllevästar, rockar eller pälsar i männens folkdräkter.